# Victor de Sabata
Victor Alberto de Sabata (Trieste, 10 aprile 1892 – Santa Margherita Ligure, 11 dicembre 1967) è stato un direttore d'orchestra, compositore e didatta italiano.

## Biografia

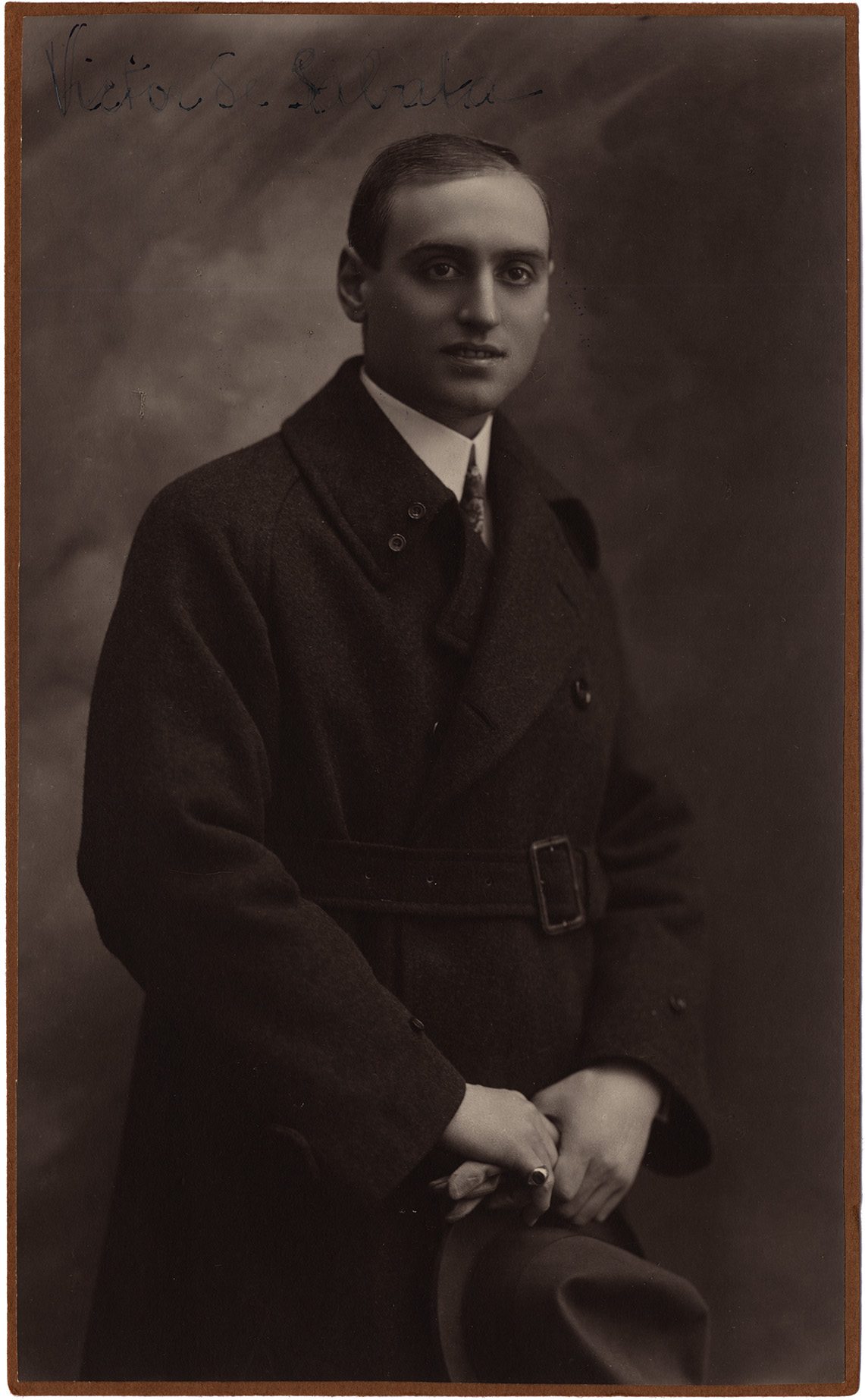
Ritratto giovanile di Victor de Sabata

De Sabata nacque a Trieste. Suo padre, Amedeo de Sabata, altoatesino di religione cattolica, era un cantante professionista e un insegnante di canto corale, mentre sua madre, Rosita Tedeschi, una musicista di talento ma non professionista, di religione ebraica. Dopo aver studiato al Conservatorio di Milano, nel 1917 diresse la première nel Teatro alla Scala di Milano di Il macigno, opera di sua composizione su libretto di Alberto Colantuoni. Dal 1918 al 1929 fu direttore dell'Opera di Monte Carlo, e poi della Cincinnati Symphony Orchestra. Successivamente, dal 1929 al 1957 ricoprì la carica di direttore musicale dell'Orchestra del Teatro alla Scala di Milano, teatro del quale fu in seguito nominato direttore artistico.
Nel repertorio operistico, predilesse la direzione di opere di Richard Wagner (in particolare Tristano e Isotta) e di Giuseppe Verdi; fu anche interprete di rilievo di Giacomo Puccini, Gioachino Rossini ed Ermanno Wolf-Ferrari.
In campo sinfonico, il suo repertorio spaziava da Wolfgang Amadeus Mozart a Jean Sibelius, passando per Ludwig van Beethoven, Johannes Brahms, Richard Strauss e Maurice Ravel. Particolarmente note sono le sue numerose interpretazioni, testimoniate da alcune incisioni, della Messa da Requiem di Giuseppe Verdi. Come compositore produsse alcuni lavori sinfonici e operistici di tendenza tardo-romantica, tra cui, come già ricordato, l'opera Il macigno, oltre al poema sinfonico Juventus nel 1919. Fu legato sentimentalmente all'attrice Valentina Cortese quando questa era all'inizio della sua carriera di attrice.
De Sabata morì per un attacco di cuore a Santa Margherita Ligure nel 1967 e fu sepolto in un cimitero vicino alla SS. Trinità di Gavarno Vescovado. Al nome di Victor de Sabata è stata intitolata la sala del ridotto del Teatro Verdi di Trieste.

## Discografia parziale
- Puccini, Tosca - Coro del Teatro alla Scala di Milano - Maria Callas/Giuseppe Di Stefano/Tito Gobbi/Orchestra del Teatro alla Scala di Milano/Victor De Sabata, EMI
- Verdi, Macbeth - Enzo Mascherini/Maria Callas/Gino Penno/Italo Tajo/Orchestra del Teatro alla Scala di Milano/Victor De Sabata, EMI
- Verdi, Messa di Requiem - Teatro alla Scala, 27 gennaio 1951 - Renata Tebaldi/Nell Rankin/Giacinto Prandelli/Nicola Rossi-Lemeni